# Acmaeodera knullorum
Acmaeodera knullorum  (лат.) — вид жуков-златок рода Acmaeodera из подсемейства Polycestinae (Acmaeoderini). Распространён в Новом Свете. Кормовым растением имаго являются: Acacia greggii, Eriogonum fasciculatum, Sphaeralcea ambigua, Purshia glandulosa, Quercus dumosa (Barr 1972:157), а у личинок — неизвестны.
Вид был впервые описан в 1972 году американским колеоптерологом Уильямом Барром (William F. Barr, University of Idaho, Moscow, США).